# Batalha de Awazu
A Batalha de Awazu foi uma Batalha das Guerras Genpei que ocorreu entre duas frações do Clã Minamoto.

## Antecedentes
Determinado a punir seu primo rebelde Minamoto no Yoshinaka em Kyoto, Minamoto no Yoritomo enviou seu irmãos Minamoto no Yoshitsune e Minamoto no Noriyori que estavam em Kamakura atacá-lo. Acabaram encontrando Yoshinaka em Uji, então o perseguiram até Awazu, próximo da atual Ōtsu, Província de Ōmi, a leste de Kyoto . 
 Yoshinaka procurou resistir pela última vez depois de fugir dos exércitos de seus primos. A razão para que  Yoshinaka fosse perseguido dessa forma  por Yoritomo era uma disputa que havia entre os dois ramos sobre o controle do Clã Minamoto, Quando pequeno, seu pai Minamoto no Yoshikata, foi assassinado e seu domínio passou para o controle de Minamoto no Yoshihira em uma briga intra-familiar. Yoshihira procurou matar Yoshinaka também, mas este fugiu para Kiso, na Província  de Shinano (atual Província de Nagano ) para a proteção do Clã Nakahara . Depois da Batalha de Kurikara ganha por  Yoshinaka. Este ao volta a Kyoto ficou irritado ao descobrir que o Imperador Go-Shirakawa estava beneficiando seu primo desafeto Yoritomo. Yoshinaka então estendeu seu controle militar sobre a cidade, queimando o Palácio Hōjūji, e sequestrado o Imperador obrigando-o a conceder-lhe o título de Shogun .

## A Batalha
Durante a perseguição  Yoshinaka uniu-se a seu companheiro e irmão de leite Imai no Kanehira em Seta; Kanehira dividia o comando das tropas com Yoshinaka e também  contou com a participação de sua esposa Tomoe Gozen, que foi uma das onna bugeisha (女武芸者, , "mulher samurai") mais conhecidas da historia japonesa .
Com  vantagem numérica Yoshitsune se lança sobre seus inimigos assim que avistados. Cabe notar que nesta batalha o exercito de Yoshinaka lutou ferozmente, resistindo ao numeroso exercito de milhares de homens de Noriyori até a morte, entre eles o próprio Yoshinaka, que foi flechado após seu cavalo cair em um campo de arroz. Quando Kanehira percebeu que seu irmão fora morto, realizou o seppuku saltando de seu cavalo enquanto enfiava a espada em sua própria boca . Com relação a Tomoe Gozen algumas versões dizem que faleceu na batalha e outras que escapou durante a batalha e voltou para sua casa na Província de Shinano .
Nesse momento, o exército rebelde é destruído, agora Yoritomo teria o respaldo do  Imperador enclausurado Go-Shirakawa, e daria passos na reunificação das frações Minamoto centrando seu objetivo de derrotar os Taira.